# Holzsynagoge (Talne)

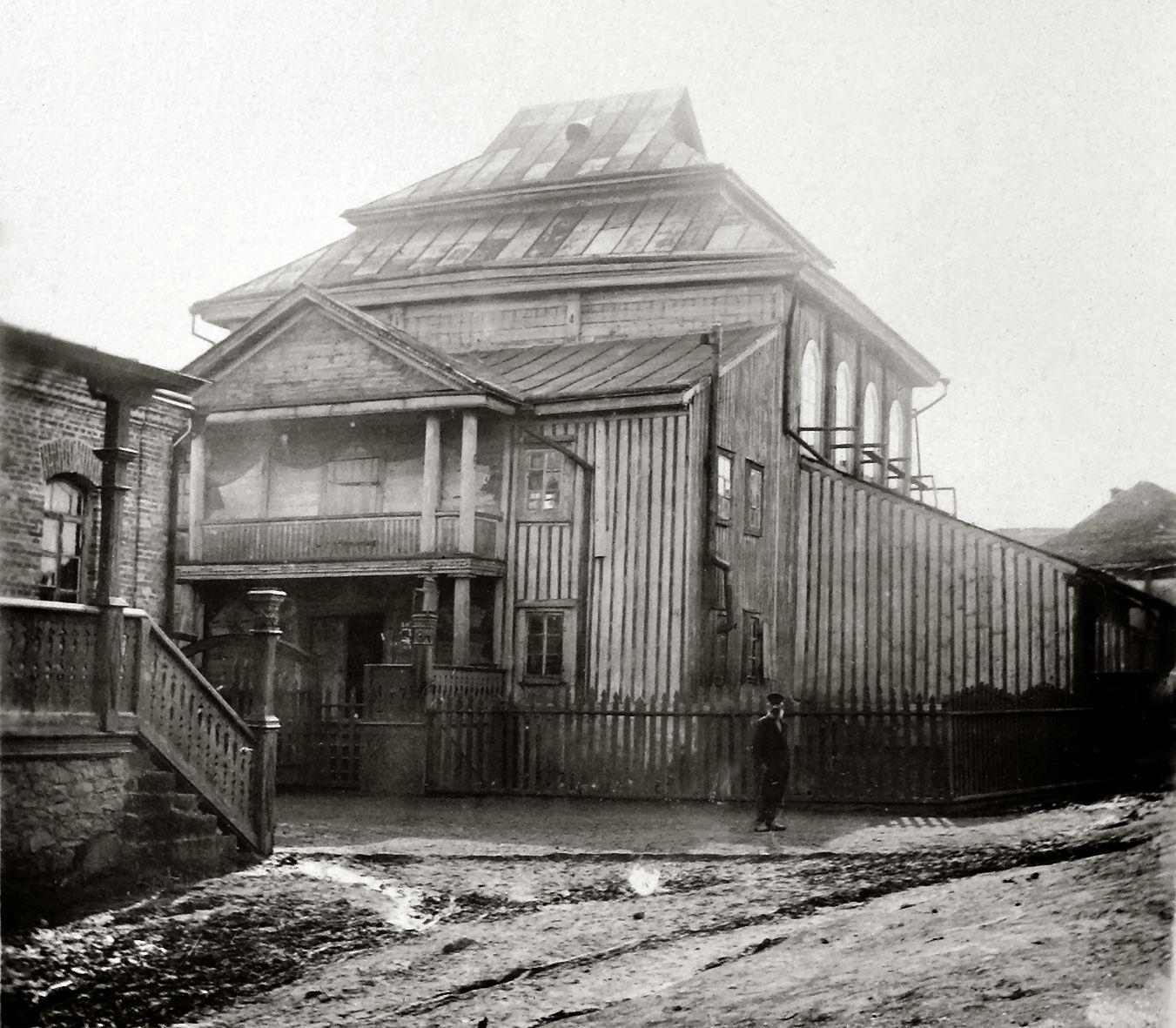
Holzynagoge in Talne (Foto zwischen 1906 und 1909)

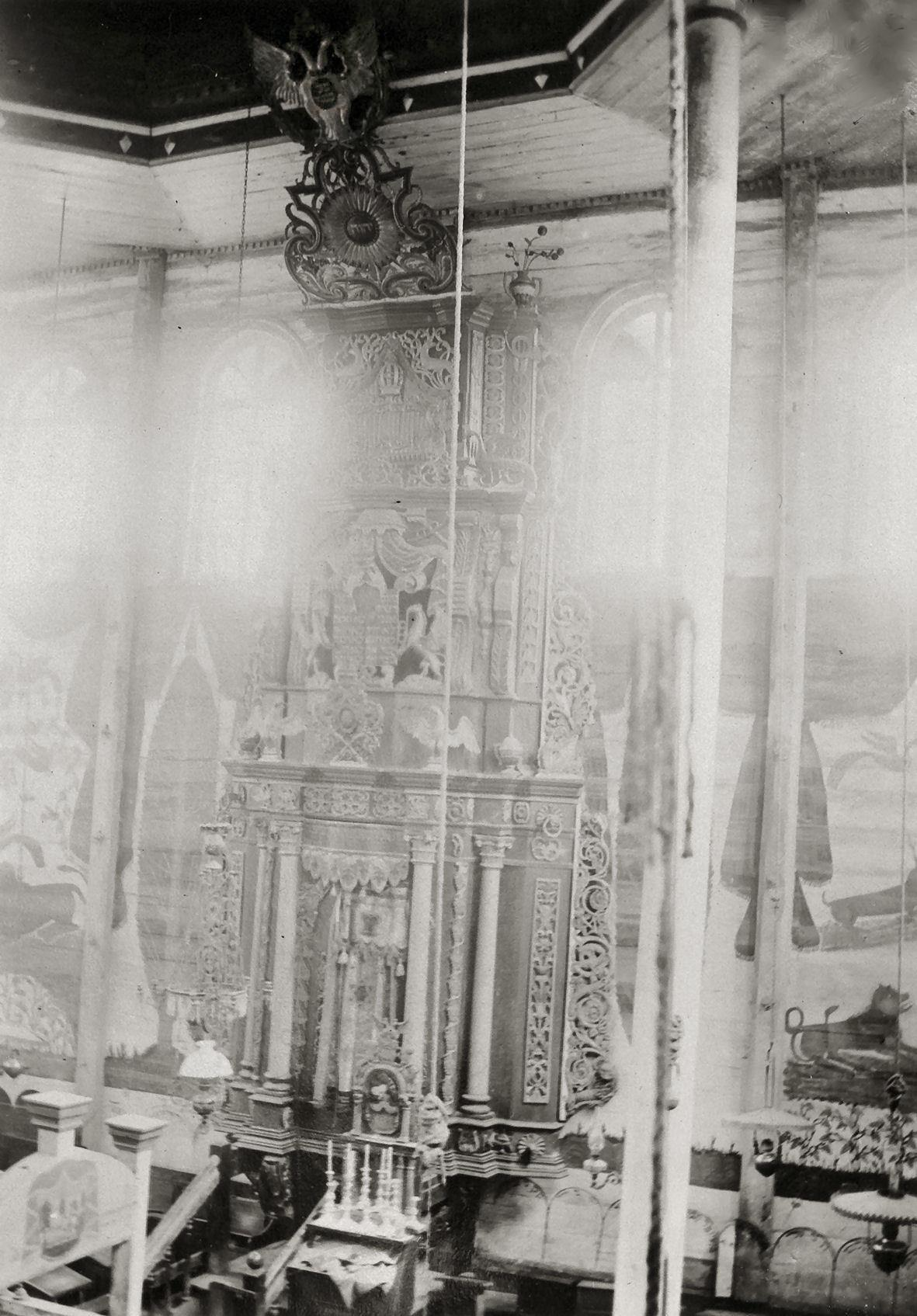
Innenansicht mit Toraschrein

Die Holzsynagoge in Talne, einer Stadt in der zentralukrainischen Oblast Tscherkassy, wurde im 19. Jahrhundert errichtet.
Die Synagoge aus Holz wurde vermutlich 1941 während des Zweiten Weltkriegs zerstört.